# André Charlet
Pour les articles homonymes, voir Charlet et André Charlet (hockey sur glace).
André Charlet est un chef de chœur suisse, né le 13 mars 1927 à Lausanne et mort le 24 février 2014 à Orbe.

## Biographie
Charlet a vécu, dans sa jeunesse, à Morges.
Il a enseigné au Conservatoire de Zurich. C'est à lui que l'on doit la création de la Schubertiade tous les deux ans, avec l'aide de la Radio suisse romande et dont, la première eut lieu en 1978 à Champvent. Ce festival consacré à Schubert rassemble à chaque rendez-vous des milliers d'amateurs de musique pour écouter la Messe allemande.
À propos de son sens des grandes assemblées festives, André Charlet a accordé une série d'entretiens avec le journaliste Frank Bridel. Il en est résulté La Foule enchantée, petit ouvrage paru en 2000 aux éditions « La Bibliothèque des Arts » à Lausanne. De 1995 à 2004, il a publié des chroniques dans le journal local La Glâne à Romont. Ces billets hebdomadaires parlaient des grands compositeurs (de Bach à Wagner en passant par Schubert et Paderewski), ainsi que de multiples facettes de l'art choral, de la direction musicale, de la chanson française, des hymnes officiels, de la création de chants de Noël. Il en est résulte deux volumes totalisant plus de sept cents pages parus en 2016 sous le titre André Charlet - Un voyage musical aux éditions de l'Aire.

### Chronologie
- 1947 : il fonde le Chœur des jeunes, qui devient en 1957 le chœur Pro Arte de Lausanne[3].
- 1951 : il succède à Robert Mermoud à la direction du chœur d'hommes « La chorale du Brassus ».
- 1956 : il devient responsable des émissions chorales à la Radio suisse romande et reprend la direction du chœur de la Radio suisse romande.
- 1964 : il dirige l'orchestre symphonique de Lausanne jusqu'en 1972.
- 1965 : il est nommé directeur de la Basler Liedertafel à Bâle, et le reste jusqu'en 1993.
- 1970 : il est responsable du séminaire pour chefs de chœur au Conservatoire de Zurich jusqu'en 1993.
- 1978 : il crée des Schubertiades, organisées tous les deux ans par la Radio suisse romande.
- 1987 : il reçoit la médaille d'or de la ville de Lausanne.
- 1994 : il est récompensé du prix de la Fondation vaudoise pour la promotion et la création artistiques.
- 1997 : il est fait « bourgeois d'honneur » de la ville de Morges.